# Colletes mourei
Colletes mourei är en biart som beskrevs av Kuhlmann 1999. Colletes mourei ingår i släktet sidenbin, och familjen korttungebin. Inga underarter finns listade i Catalogue of Life.